# 山田太平
山田 太平（? - 2003年）は、日本のミキサー、音響技師。外画吹き替えにおいて音響調整で活躍した。

## 来歴・人物
元々は技術者志望で、学生時代は機械工学を学んでいた。卒業後に番町スタジオの技術部に入社。
1961年頃、前田仁信の誘いでミキサーとしてのアルバイトを他社で始めるようになり番町スタジオを退社。その後はミキサーの仕事に専念し、独立してアートセンターを設立。様々な吹き替えで音響の調整を担当し、後にムービーテレビジョン（現・ブロードメディア）の取締役に就任。吹き替えミキサー（調整）界の草分けであり第一人者として有名だった。
2003年に急逝。最後に調整を担当した作品は、2002年の映画『HERO』となった。
印象深い吹き替えの仕事には、総勢180人のキャストをたった37人の声優で吹き替えたことから『史上最大の作戦』のNETテレビ版を挙げている。
仕事上、常にアフレコスタジオにいることから演出にも関わっており、東京演劇学院などで後身の育成にもあたっていた。教え子には、声優のこおろぎさとみやミキサーの安倍康幸がいる。
『スター・ウォーズ エピソード1/ファントム・メナス』公開時、製作会社のルーカスフィルムは役者の実力や芝居のフィットよりも原語との声の近さを最優先事項としたキャスティングを行い、本国から日本語の分からないスタッフを派遣し演出スタッフとして参加させた。このことに山田は抗議し、何度もジョージ・ルーカスへ手紙を書いた結果、ルーカスと一週間語り合うことが実現。「日本でのキャスティングの時には必ず君に連絡する」とルーカスと約束したが、その後すぐに山田は逝去したという。声優の野沢那智は後に、近年の日本語吹き替えの質の低下を憂える中でこの話を挙げ「彼がやってきたことを終わらせないで、僕らが引き継いでやんなきゃいけない。今、なんとかしないと」と語っている。

## 主な参加作品
※特筆なき場合、すべて調整での参加。

### 吹き替え

#### 映画
- アイガー・サンクション
- アルカトラズからの脱出 - テレビ朝日版
- エイリアン3 - フジテレビ版
- エデンの東 - テレビ朝日版
- エンド・オブ・デイズ - テレビ朝日版
- 荒野の用心棒
- サウンド・オブ・ミュージック - NETテレビ版
- スター・ウォーズシリーズ
  - エピソード1/ファントム・メナス
  - エピソード2/クローンの攻撃
- ダーティーハリー
- ダーティハリー3
- ブロークン・アロー - テレビ朝日版

### テレビアニメ
- 魔王ダンテ ※音響制作
- バロムワン ※音響制作